# Jorge Cherques
Jorge Cherques (Rio de Janeiro, 25 juillet 1928 — Rio de Janeiro, 11 mars 2011) est un acteur de théâtre et de télévision brésilien. Il commence sa carrière en 1943 et joue dans de nombreuses telenovelas comme Carinhoso, Gabriela, La Préférée, Paraíso, Dona Beija, Vamp ou Alma Gêmea.